# Rosita Alonso
María Rosa Alonso de Camacho (Santa Fe, 25 de enero de 1943-Bogotá, 12 de junio de 2025), conocida como Rosita Alonso, fue una actriz de teatro y televisión argentino-colombiana. Se radicó en Colombia desde 1963 hasta su muerte, con una vasta trayectoria en los medios de ese país.

## Carrera
Alonso nació en Argentina en 1943 y se mudó a Colombia en la década de 1960. Allí empezó a destacar en producciones teatrales, llegando a actuar en más de 200 obras en ese país. En 1970 obtuvo la nacionalidad colombiana.
En 1963 participó en una de las primeras telenovelas producidas en Colombia, El 0597 está ocupado, basada en un radioteatro argentino de nombre similar. Otras apariciones destacadas en las décadas de 1960, 1970 y 1980 ocurrieron en las telenovelas Viaje al pasado, Estafa de amor, Rasputín, El Virrey Solís, La espada de papel, Los dueños del poder y La rosa de los vientos. En la década de 1990 su presencia en la televisión colombiana siguió siendo notable al participar en producciones como Laura por favor, Victoria, Dios se lo pague y Tabú. En 1999 recibió una nominación a los Premios TV y Novelas por su actuación en Dios se lo pague.
Retornó a la escena en 2005 interpretando el papel de Mercedes Rubio en la popular telenovela Los Reyes. Tres años después encarnó a Clara en la serie Sin retorno. A partir de entonces su presencia en la televisión colombiana empezó a ser más escasa hasta estar retirada en 2008.

## Filmografía destacada

### Televisión
- 1963 - El 0597 está ocupado
- 1970 - Viaje al pasado
- 1970 - Una vida para amarte
- 1970 - La sombra de un pecado
- 1971 - Estafa de amor
- 1980 - Rasputín
- 1981 - El Virrey Solís
- 1982 - Gracias por el fuego
- 1985 - Camino cerrado
- 1986 - La espada de papel
- 1989 - Los dueños del poder
- 1989 - La rosa de los vientos
- 1991 - Laura, por favor
- 1992 - Amor sin fronteras
- 1995 - Victoria
- 1997 - Dios se lo pague
- 1998 - Comuna sur
- 1999 - Tabú
- 2005 - Los Reyes
- 2008 - Sin retorno